# Kevin Waugh
Pour les articles homonymes, voir Waugh.
Kevin Waugh est un homme politique canadien, député de la circonscription de Saskatoon—Grasswood (SK) pour le Parti conservateur du Canada depuis 2015.

## Biographie
Né à Saskatoon au milieu des années 1950, il fait carrière dans les communications. Engagé dans l'éducation, il a été élu à trois reprises (2006, 2009 et 2012) à la commission scolaire de l'école publique de Saskatoon. Il a également été membre du conseil d'administration de la Saskatchewan School Boards Association et un animateur sportif sur CTV Saskatoon. Il quitte toutes ces fonctions après son élection comme député.
Il est le récipiendaire de la médaille du centenaire de la Saskatchewan pour sa « participation communautaire de longue date ».
Il est marié depuis les années 1970, a deux enfants et un petit-enfant.

### Carrière politique
Il tente une première incursion en politique lors de l'élection générale saskatchewanaise de 2003, courant pour le Parti saskatchewanais dans Saskatoon-Greystone mais il est largement distancé par Peter Prebble, du NPDS. Il se concentre ensuite sur la politique municipale et fait trois mandats dans la commission scolaire de l'école publique de Saskatoon (2006, 2009 où il est élu par acclamation, et 2012).
Il retente sa chance en politique nationale en se présentant pour le Parti conservateur du Canada dans la nouvelle circonscription de Saskatoon—Grasswood lors des élections fédérales de 2015. Il est élu avec 41,6 % et plus de 5000 voix d'avance sur le candidat néodémocrate.
Après avoir été membre du comité du Patrimoine canadien, il est membre du Comité permanent des affaires autochtones et du Nord depuis septembre 2017. 

### Résultats électoraux
|       | Candidat               | Parti        | # de voix | % des voix |
|       | Kevin Waugh            | Conservateur | +19 166,  | 41,59 %    |
|       | Tracy Muggli           | Libéral      | +12 165,  | 26,4 %     |
|       | Scott Bell             | NPD          | +13 909,  | 30,18 %    |
|       | Mark Bigland-Pritchard | Vert         | +00846,   | 1,84 %     |
| Total | Total                  | Total        | 46 086    | 100 %      |